# Typosyllis attenuata
Typosyllis attenuata är en ringmaskart som först beskrevs av Knox 1960.  Typosyllis attenuata ingår i släktet Typosyllis och familjen Syllidae.
Artens utbredningsområde är havet kring Nya Zeeland. Inga underarter finns listade i Catalogue of Life.